# Viktualienmarkt
Il Viktualienmarkt è il più famoso mercato alimentare permanente di Monaco, situato nel cuore della città di Monaco di Baviera a pochi passi da Marienplatz e dalla St Peter Kirche.

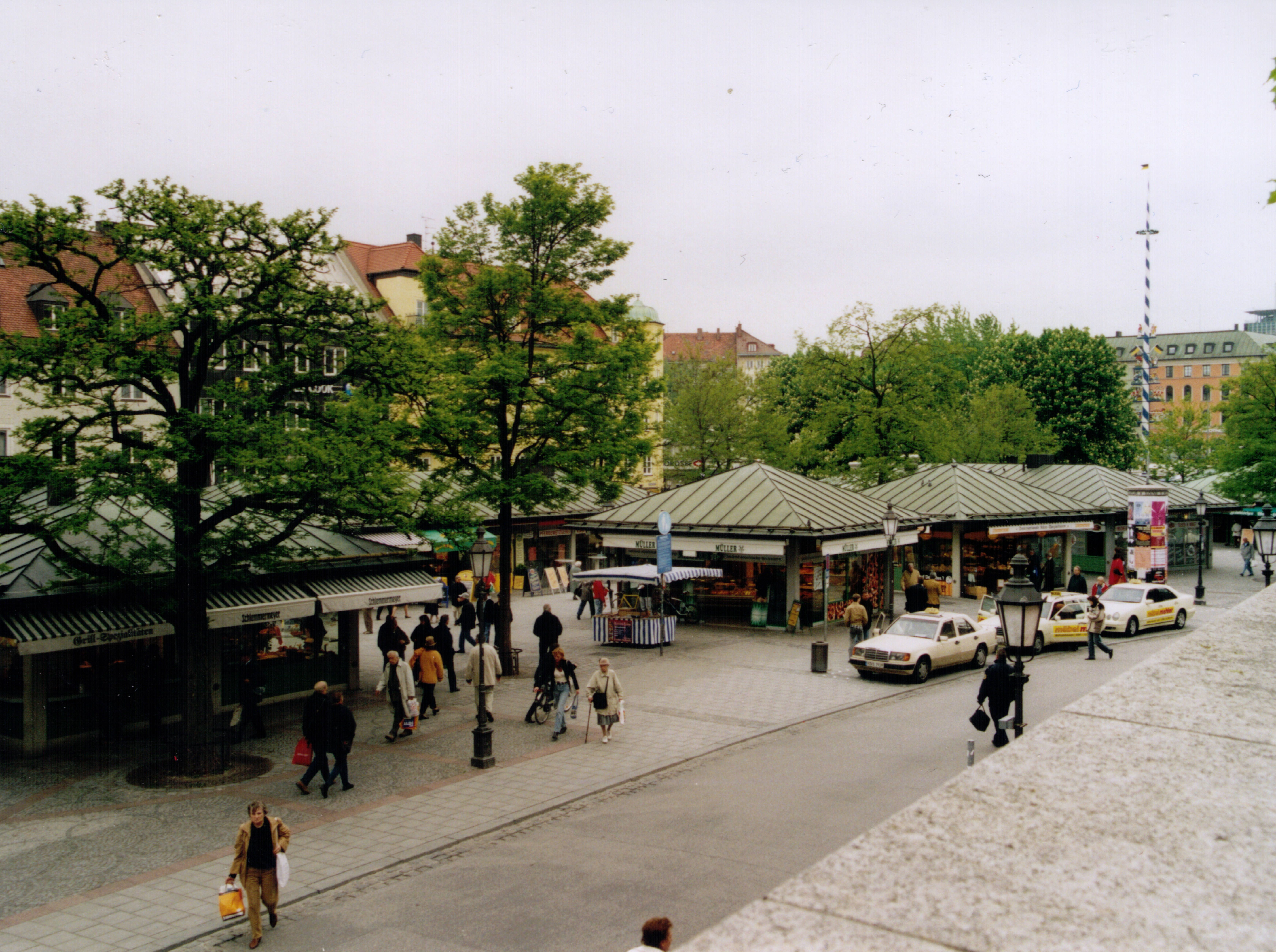
Panorama sul Viktualienmarkt

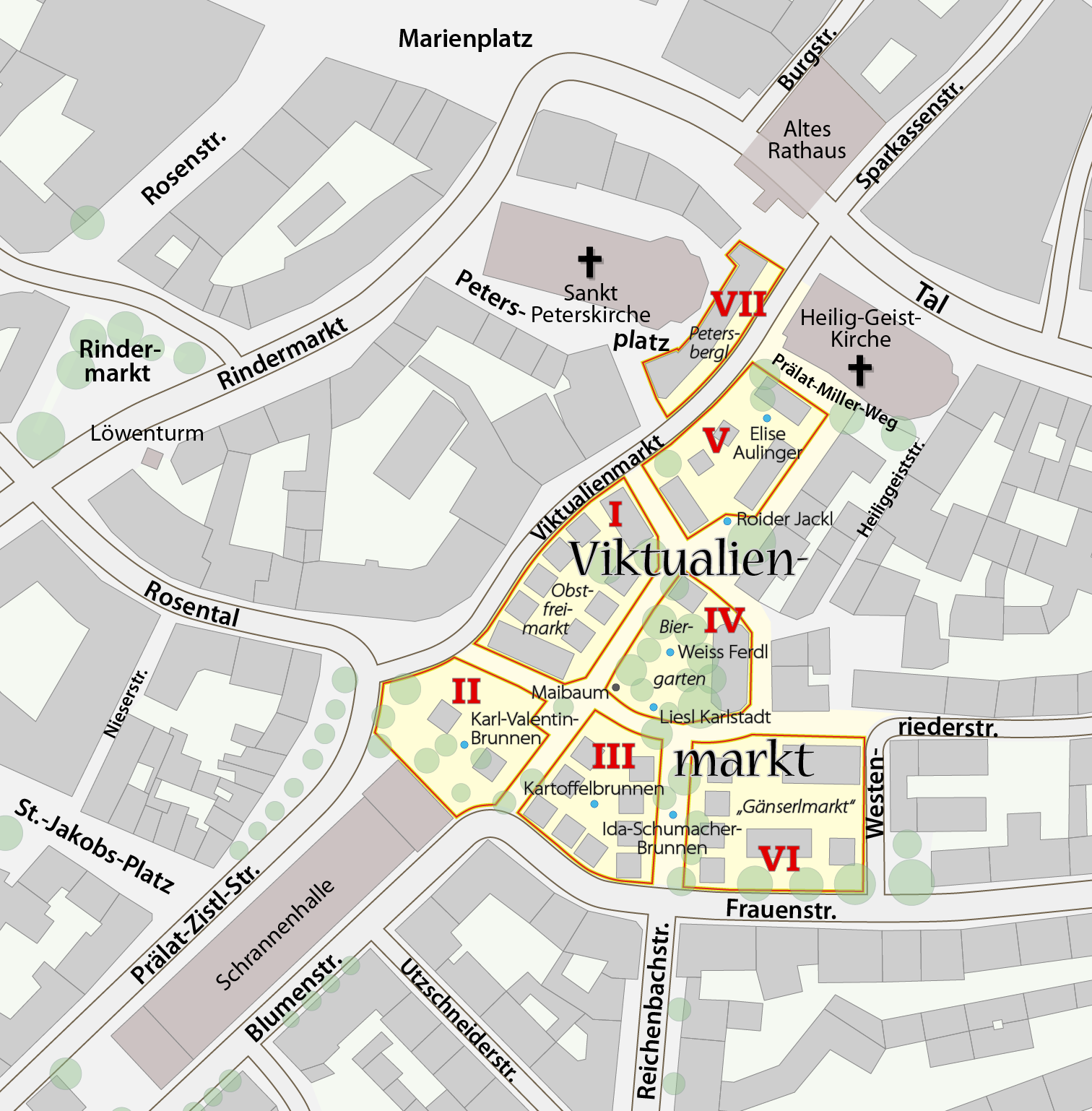
Localizzazione topografica

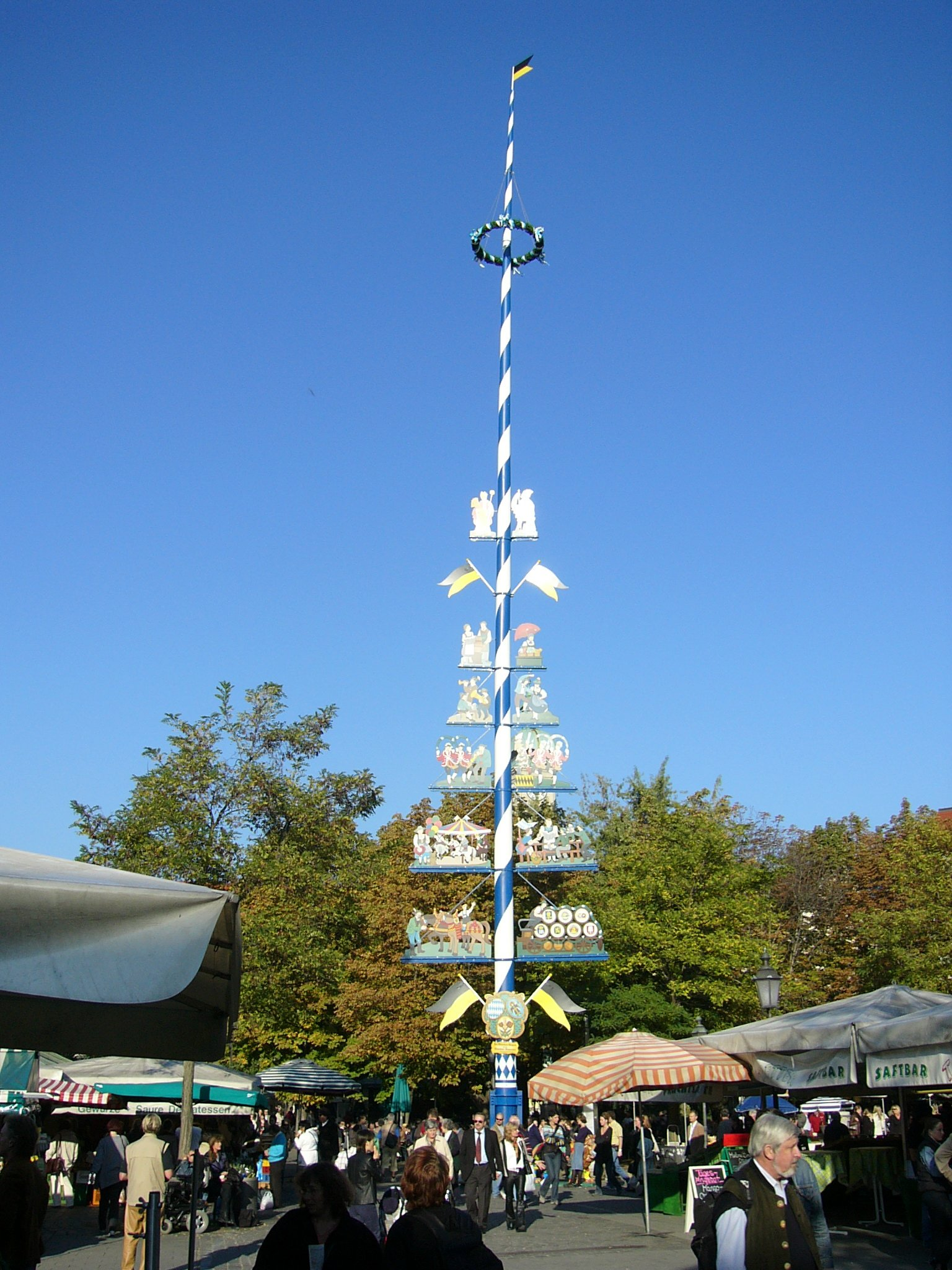
L'albero di maggio al Viktualienmarkt

## Storia
Il mercato, dominato dalla Chiesa dello Santo Spirito, fu inaugurato il 2 maggio 1807 per volere dell'allora Re della Baviera Max Joseph I ed è uno dei pochi mercati della città a funzionare dal lunedì al sabato, unitamente a quelli di Elisabethplatze e di Wiener Markt.
Il mercato si estende per 22.000 m² e ospita 140 banchi, molti dei quali a gestione familiare, che hanno tramandato di generazione in generazione la licenza di vendita. Il suo nome deriva dal latino: in origine si chiamava mercato verde, oppure piazza mercato; il nome "Mercato delle vettovaglie" nacque nel XIX secolo, quando la colta borghesia amava latinizzare i termini tedeschi.
Originalmente il mercato era posizionato in Marienplatz, ma si era ingrandito a tal punto da non poter più essere ospitato nella piazza e quindi fu spostato nell'attuale sito: per fare spazio, un anno prima del suo spostamento fu raso al suolo il ricovero medievale annesso alla Heiliggeistkirche. I cittadini di Monaco incominciarono dal 1953 a decorare il mercato con fontane di acqua potabile dedicate ai cantanti popolari o comici monacensi: Liesl Karlstadt, Karl Valentin e Weiß Ferdl. In seguito furono aggiunte le fontane per Ida Schumacher, Elise Aulinger e Roider Jackl.